# کوه‌های سلمی
کوه‌های سلمی (عربی: جِبَال سَلْمَى‎، ت. «Jibāl Salmā») رشته‌کوهی در استان حائل، عربستان سعودی است. این رشته‌کوه، مانند کوه‌های اجا، بخشی از رشته‌کوه شمر محسوب می‌شود.